# Giorgio Monaco
Giorgio Monaco (1907 – 1983) è stato un archeologo italiano.

## Biografia
Laureatosi in Lettere Classiche a Genova nel 1930, dal 1933 frequentò la Scuola archeologica italiana di Atene e seguì gli scavi archeologici sull'isola di Lemno. Nel 1934 condusse gli scavi di un abitato miceneo a Trianda, sull'isola di Rodi.
Tra il 1936 e il 1937 proseguì il perfezionamento a Rodi dove partecipò agli scavi di Ialiso e visitò aree archeologiche in corso di scavo in Turchia, in Siria e a Cipro.
Divenuto direttore del Museo archeologico nazionale di Parma dal 1937 al 1957, negli anni successivi fu soprintendente alle Antichità dell'Emilia-Romagna. In seguito fu nominato direttore della Soprintendenza alle Antichità dell'Etruria e fino al 1972 diresse numerosi scavi archeologici all'isola d'Elba, tra cui quelli della Villa romana delle Grotte, del Monte Giove, del Monte Còcchero e della Valle dell'Inferno. In concorso con il Centro sperimentale di Archeologia subacquea di Albenga, diresse lo scavo subacqueo del relitto romano di Sant'Andrea. Morì a Bologna nel 1983, a 76 anni, per problemi cardiaci.

## Opere principali
- Memorie genovesi nell'Egeo, 1937
- Il Regio Museo delle Antichità di Parma, 1940
- Velleia romana, 1954
- Oreficerie longobarde a Parma, 1955
- Notiziario archeologico dell'Oltregiogo emiliano, 1955
- I monumenti megalitici di Monte Còcchero (isola d'Elba) e i probabili rapporti dell'Elba preistorica con la Corsica, 1962
- L'Elba preistorica e romana, 1976